# José Francisco Gorriti
José Francisco Gorriti (Salta, 1780 - Salta. 1830), més conegut com a Pachi Gorriti, va ser un militar argentí, destacat en les guerres d'independència del seu país, defensor de la frontera nord contra les invasions realistes.

## Joventut
Germà menor del general José Ignacio, del canonge Juan Ignacio i del tinent coronel José Benjamín Gorriti, va ser educat amb la seva família paterna a Montevideo. Als 17 anys va professar amb els franciscans, però va abandonar ràpidament la carrera eclesiàstica.
De retorn a Salta, es va dedicar a l'administració de l'estancia familiar i va conviure amb els gautxos de la regió, adoptant els seus costums. El representant comercial de la família a Montevideo era el capità José Artigas, el futur cabdill i fundador del federalisme del Riu de la Plata.
En un dels seus viatges a Montevideo, es va enrolar a la guarnició militar de la ciutat, en què va rebre els seus rudiments de disciplina militar. No va lluitar durant les invasions angleses, ja que es trobava a Jujuy, on tenia interessos comercials. El 1810 va fer el seu últim viatge a Montevideo, en què va visitar el seu mentor intel·lectual, el pare Dámaso Antonio Larrañaga.
El seu sobrenom de «Pachi» es va imposar al seu veritable nom, possiblement per diferenciar-lo dels seus germans, ja que dos també portaven com a primer el «José», heretat del seu pare.

## La Guerra Gautxa
Al costat dels seus germans es va unir a la causa de la Revolució de Maig, i va col·laborar en l'aprovisionament i en el reclutament de soldats per a la primera expedició auxiliadora a l'Alt Perú. Després de la derrota, va ajudar el general Manuel Belgrano a organitzar l'Èxode Jujeny i va combatre a la batalla de Les Pedres, i a les de Tucumán i Salta. Va guiar l'Exèrcit del Nord en el seu camí fins a San Salvador de Jujuy. En aquella època es va fer famós com a “el millor llancer de l'Exèrcit”, i també per combatre vestit de frare.
Va romandre a la província de Salta després d'iniciada la segona expedició auxiliadora a l'Alt Perú, i va ser el cap de la línia defensiva de Rosario de la Frontera. Més tard va prestar serveis a les ordres del governador de Salta Martín Miguel de Güemes, i va destacar especialment en la guerra contra la invasió reialista de 1817. Al juny d'aquell any, després de més de cinc mesos d'ocupació reialista, va ser el primer cap independentista a ocupar la ciutat de Jujuy.
El 1820 va ser el més destacat cap en la victòria sobre el general reialista José Canterac, per la qual se'l va obligar a abandonar Salta. Per aquesta gesta, Güemes el va ascendir al grau de coronel. L'any següent, va acompanyar Güemes en els seus últims dies de vida, quan agonitzava mentre els reialistes ocupaven Salta per darrera vegada. Va ser un dels caps que va reconèixer durant més temps l'autoritat del seu successor Jorge Enrique Vidt, a qui Güemes havia nomenat el seu successor, mentre que el seu germà José Ignacio buscava reunir la seva herència política.

## Unitaris i federals
Des d'aquella data va tenir algunes diferències amb el seu germà, que mai no van arribar a ser serioses; però, a diferència d'aquest, que es va fer amic dels unitaris Pachi va tenir molt bones relacions amb els federals, especialment amb els tres més importants cabdills dels primers anys 20: Juan Bautista Bustos, Juan Felipe Ibarra i Estanislao López. En canvi, no sentia simpatia per Facundo Quiroga.
Va pretendre organitzar el partit federal popular a Salta i Jujuy, al capdavant del qual va dirigir la revolució contra el governador general Arenales el 1827. Ajudat pels colombians del coronel López Matute, va atacar la ciutat de Salta i va batallar contra els soldats d'Arenales — majoritàriament dirigits per oficials forasters. Després d'una sèrie de combats menors, va cercar les forces del coronel Francisco Bedoya a Chicoana i el va intimar rendició; però aquest es va negar a rendir-se, de manera que el va atacar i va obtenir una sagnant victòria: gairebé tots els defensors van resultar morts.
Va entrar a Salta l'endemà, mentre Arenales abandonava la província, i va ser elegit governador. Però va rebutjar el nomenament, que va caure al seu germà José Ignacio, el general. Aquest ho va ascendir al grau de general —que sembla no haver fet servir mai— i el va nomenar comandant de la “frontera”. Era un càrrec molt important, ja que es referia tant a la frontera amb Bolívia, com a l'extensa frontera oriental amb els indígenes del Chaco.
Però el governador Gorriti va portar gran part dels seus partidaris a aliar-se als amics d'Arenales i als membres de l'abans anomenada "Patria Vella", enemics de Güemes. De manera que la seva revolució va acabar donant pas a un govern més unitari que el del general enderrocat.
Pachi Gorriti era més sincerament federal que els seus germans, i no va donar suport a la seva política unitària; quan aquests es van aliar amb els unitaris del general Paz, es va mantenir apartat a la frontera amb els indígenes.
Va morir l'octubre del 1830 a Salta, arran d'una pneumònia, tenia al voltant de 50 anys; les seves restes es troben a la Basílica i convent de San Francisco de la ciutat de Salta.